# Asahi Production
Ne doit pas être confondu avec Ashi Productions.
Asahi Production Inc. (旭プロダクション, Kabushiki-gaisha Asahi purodakushon) est un studio d'animation fondé le 1er juin 1973 et basé à Nerima, Tokyo.

## Histoire
Asahi Production a été fondée en 1973,  initialement en tant que studio photographique spécialisé et en tant que société de relations publiques pour les films. Lors de sa création, Tokyo Movie Co., Ltd et Tokyo Movie Shinsha (aujourd'hui TMS Entertainment) étaient ses premières affiliés. La production de vidéos promotionnelles pour de grandes entreprises et des organisations industrielles, telles que l'Association japonaise des assurances et Asahi Chemical, était l'activité principale du studio,.

## Production

### Séries télévisées
| Année | Titre                                       | Réalisateur(s)               | Dates de 1re diffusion | Dates de 1re diffusion | Nb. éps. | Remarques                                                                                | Réf(s) |
| Année | Titre                                       | Réalisateur(s)               | Début                  | Fin                    | Nb. éps. | Remarques                                                                                | Réf(s) |
| ----- | ------------------------------------------- | ---------------------------- | ---------------------- | ---------------------- | -------- | ---------------------------------------------------------------------------------------- | ------ |
| 2006  | Hello Kitty: Ringo no Mori no Fantasy       | Hideaki Oba                  | 4 avril 2006           | 19 septembre 2006      | 13       | Série d'animation basée sur le personnage Hello Kitty.                                   | [ 4 ]  |
| 2007  | Hello Kitty: Ringo no Mori no Mystery       | Hideaki Oba                  | 2 janvier 2007         | 27 mars 2007           | 13       | Série d'animation basée sur le personnage Hello Kitty.                                   | [ 5 ]  |
| 2007  | Hello Kitty: Ringo no Mori to Parallel Town | Hideaki Oba                  | 2 octobre 2007         | 25 mars 2008           | 27       | Série d'animation basée sur le personnage Hello Kitty.                                   | [ 6 ]  |
| 2007  | Blue Drop                                   | Masahiko Ōkura               | 2 octobre 2007         | 25 décembre 2007       | 13       | Basée sur le manga d'Akihito Yoshitomi. Coproduction avec BeSTACK.                       | [ 7 ]  |
| 2007  | Sugar Bunnies (en)                          | Hiroshi Kugimiya             | 3 avril 2007           | 25 septembre 2007      | 26       | Basée sur les personnages créés par Sanrio.                                              | [ 8 ]  |
| 2008  | Sugar Bunnies: Chocolat! (en)               | Hiroshi Kugimiya             | 1er avril 2008         | 23 septembre 2008      | 26       | Basée sur les personnages créés par Sanrio.                                              | [ 9 ]  |
| 2009  | Sugar Bunnies: Fleur (en)                   | Hiroshi Kugimiya             | 7 avril 2009           | 29 septembre 2009      | 26       | Basée sur les personnages créés par Sanrio.                                              | [ 10 ] |
| 2010  | Super Robot Taisen OG: The Inspector (en)   | Masami Ōbari                 | 1er octobre 2010       | 1er avril 2011         | 26       | Œuvre originale.                                                                         | [ 11 ] |
| 2012  | Picchipichi Shizuku-chan (en)               | Kazumi Nonaka                | 6 octobre 2012         | 28 septembre 2013      | 52       | Basée sur la série de livres pour enfants écrit et illustré par Q-LiA.                   | [ 12 ] |
| 2013  | Heroes: Legend of the Battle Disks (en)     | Masahiro Hosoda              | 22 janvier 2013        | ?                      | 26       | Œuvre originale.                                                                         | [ 13 ] |
| 2014  | Himegoto (en)                               | Takeyuki Yanase              | 7 juillet 2014         | 29 septembre 2014      | 13       | Basée sur le manga écrit et illustré par Norio Tsukudani.                                | [ 14 ] |
| 2014  | Orenchi no Furo Jijō (en)                   | Sayo Aoi                     | 6 octobre 2014         | 29 décembre 2014       | 13       | Basée sur le manga écrit et illustré par Itokichi.                                       | [ 15 ] |
| 2015  | Million Doll (en)                           | Keiichiro Kawaguchi          | 6 juillet 2015         | 21 septembre 2015      | 11       | Basée sur le web manga écrit et illustré par Ai.                                         | [ 16 ] |
| 2015  | Onsen Yōsei Hakone-chan (en)                | Takeyuki Yanase              | 4 octobre 2015         | 27 décembre 2015       | 13       | Basée sur le manga écrit et illustré par Daisuke Yui. Coproduction avec Production Reed. | [ 17 ] |
| 2016  | Pan de Peace! (en)                          | Hatsuki Tsuji                | 4 avril 2016           | 27 juin 2016           | 13       | Basée sur le manga écrit et illustré par Emily.                                          | [ 18 ] |
| 2018  | You Don't Know Gunma Yet (en)               | Mankyū                       | 2 avril 2018           | 18 juin 2018           | 12       | Basée sur le manga écrit et illustré par Hiroto Ida.                                     | [ 19 ] |
| 2019  | Namu Amida Bu! -Rendai Utena-               | Akira Oguro                  | 8 avril 2019           | 24 juin 2019           | 12       | Adapté du jeu de DMM Games.                                                              | ,      |
| 2021  | Heaven's Design Team                        | Sōichi Masui                 | 7 janvier 2021         | 25 mars 2021           | 12 + 1   | Basée sur le manga écrit par Hebi-Zou et Tsuta Suzuki et illustrée par Tarako.           | [ 22 ] |
| 2021  | Wave!!: Let's Go Surfing!! (en)             | Takaharu Ozaki               | 12 janvier 2021        | 30 mars 2021           | 12       | Version adapté pour la télé de la série de films Wave!! Surfing Yappe!!.                 | [ 23 ] |
| 2021  | Peach Boy Riverside (en)                    | Shigeru Ueda                 | 1er juillet 2021       | 16 septembre 2021      | 12       | Basée sur le manga écrit et illustré par Coolkyousinnjya.                                | [ 24 ] |
| 2022  | Girls' Frontline (en)                       | Shigeru Ueda                 | 8 janvier 2022         | 26 mars 2022           | 12       | Basée sur le jeu pour smartphone du même nom.                                            | ,      |
| 2024  | Looking up to Magical Girls                 | Masato Suzuki Atsushi Ōtsuki | 3 janvier 2024         | 27 mars 2024           | 13       | Basée sur le manga écrit et illustré par Akihiro Ononaka.                                | [ 28 ] |

### Films
| Année | Titre                                                  | Réalisateur(s) | Dates de sortie                                | Remarques                                           | Réf(s) |
| ----- | ------------------------------------------------------ | -------------- | ---------------------------------------------- | --------------------------------------------------- | ------ |
| 1992  | Hana no Mahoutsukai Mary Bell: Phoenix no Kagi (en)    | Tetsuya Endo   | 8 août 1992                                    | Œuvre originale. Coproduction avec Production Reed. | ,      |
| 2011  | Alice in the Country of Hearts: Wonderful Wonder World | Hideaki Ōba    | 30 juillet 2011                                | Basé sur le visual novel écrit par Quin Rose.       | [ 31 ] |
| 2019  | Santa Company: Christmas no Himitsu (en)               | Itoso Kenji    | 29 novembre 2019                               | Œuvre originale.                                    | [ 32 ] |
| 2020  | Wave!!: Let's Go Surfing!! (en)                        | Takaharu Ozaki | 2 octobre 2020 16 octobre 2020 30 octobre 2020 | Œuvre originale répartie en trois films.            | [ 33 ] |

### OAV / ONA / Spécial / Musique
| Année | Titre                                                     | Nb. éps. | Type    | Dates de 1re diffusion              | Remarques | Réf(s) |
| ----- | --------------------------------------------------------- | -------- | ------- | ----------------------------------- | --- | ------ |
| 2004  | Angel Blade Punish! (en)                                  | 3        | OAV     | 29 décembre 2004 - 9 septembre 2005 | Suite de Angel Blade. | [ 34 ] |
| 2006  | Haru no Ashioto The Movie: Ourin Dakkan (en)              | 1        | OAV     | 31 mars 2006                        | Basé sur le visual novel écrit par Minori.                                                                                                   | [ 35 ] |
| 2007  | Sugar Bunnies: Taisetsu na Tomodachi e... (en)            | 1        | OAV     | 20 novembre 2007                    | Episode finale inclus dans le sixième DVD.                                                                                                   | [ 36 ] |
| 2009  | Sugar Bunnies Chocolate! Specials (en)                    | 2        | OAV     | 4 février 2009                      | Episode finale inclus dans le septième DVD avec un épisode récapitulatif.                                                                    | [ 37 ] |
| 2009  | On the Way to a Smile - Episode Denzel: Final Fantasy VII | 1        | OAV     | 16 avril 2009                       | Adaptation OAV du roman Final Fantasy VII: On the Way to a Smile. Coproduction avec BeSTACK et A-1 Pictures.                                 | [ 38 ] |
| 2009  | Tokimeki Memorial 4 OAV                                   | 1        | OAV     | 3 décembre 2009                     | Adaptation OAV du jeu Tokimeki Memorial 4 | [ 39 ] |
| 2010  | Sugar Bunnies Fleur Specials (en)                         | 2        | OAV     | 19 janvier 2010                     | Episode finale inclus dans le septième DVD avec un épisode récapitulatif.                                                                    | [ 40 ] |
| 2010  | Prism Magical: Prism Generations!                         | 1        | OAV     | 27 août 2010                        | OAV produit pour les 10 ans de PAJAMAS SOFT inclus dans le jeu vidéo Prism ☆ Magical ~Prism Generations!~.                                   | [ 41 ] |
| 2011  | Sorette♡Dakara ne!                                        | 1        | ONA     | 24 juin 2011                        | Anime avec le groupe d'idols AGC38. | [ 42 ] |
| 2011  | Install Pilot                                             | 1        | Spécial | 18 juillet 2011                     | Œuvre originale. | [ 43 ] |
| 2011  | Shiroishi no Yousei Pichi                                 | 3        | ONA     | 27 juillet 2011 - 22 janvier 2014   | Vidéo promotionnel pour la ville de Shiroishi dans la préfecture de Miyagi.                                                                  | [ 44 ] |
| 2012  | Nihonbashi Koukashita R Keikaku                           | 1        | Musique | 4 avril 2012                        | Clip musicale pour la musique "Nihonbashi Koukashita R Keikaku" de Jin présente sur l'album "IA/01 -BIRTH-". Coproduction avec Rising Force. | [ 45 ] |
| 2014  | Kujakuou: Sengoku Tensei                                  | 1        | ONA     | 21 octobre 2014                     | Anime promotionnel pour la sortie du 2ème volume de Makoto Ogino : Kujakuou : Sengoku Tensei. Coproduction avec Gathering.                   | [ 46 ] |
| 2014  | Kushimitama Samurai                                       | 1        | Spécial | 14 novembre 2014                    | Œuvre originale. | [ 47 ] |
| 2015  | Ima, Futari no Michi                                      | 1        | Spécial | 8 mars 2015                         | Œuvre originale. | [ 48 ] |
| 2017  | Chōyū Sekai: Being the Reality (en)                       | 20       | ONA     | 12 janvier 2017 - 8 juin 2017       | Basé sur le web manhua Chōyū Sekai. | [ 49 ] |